# Vladimir Kush
Vladimir Kush, né en 1965 à Moscou, est un peintre et un sculpteur surréaliste russe.

## Biographie
Vladimir Kush est né le 29 mars 1965 à Moscou. À l'âge de 7 ans, il commence à fréquenter une école d'art. Il accomplit deux ans de service obligatoire dans l'armée soviétique. En 1990 il se rend aux États-Unis. Il ouvre une galerie à Hawaii, une à Las Vegas, une autre à Laguna Beach en Californie et une dernière à Manhattan bien qu'il projette d'en ouvrir une à Hong Kong.

## Style et œuvres

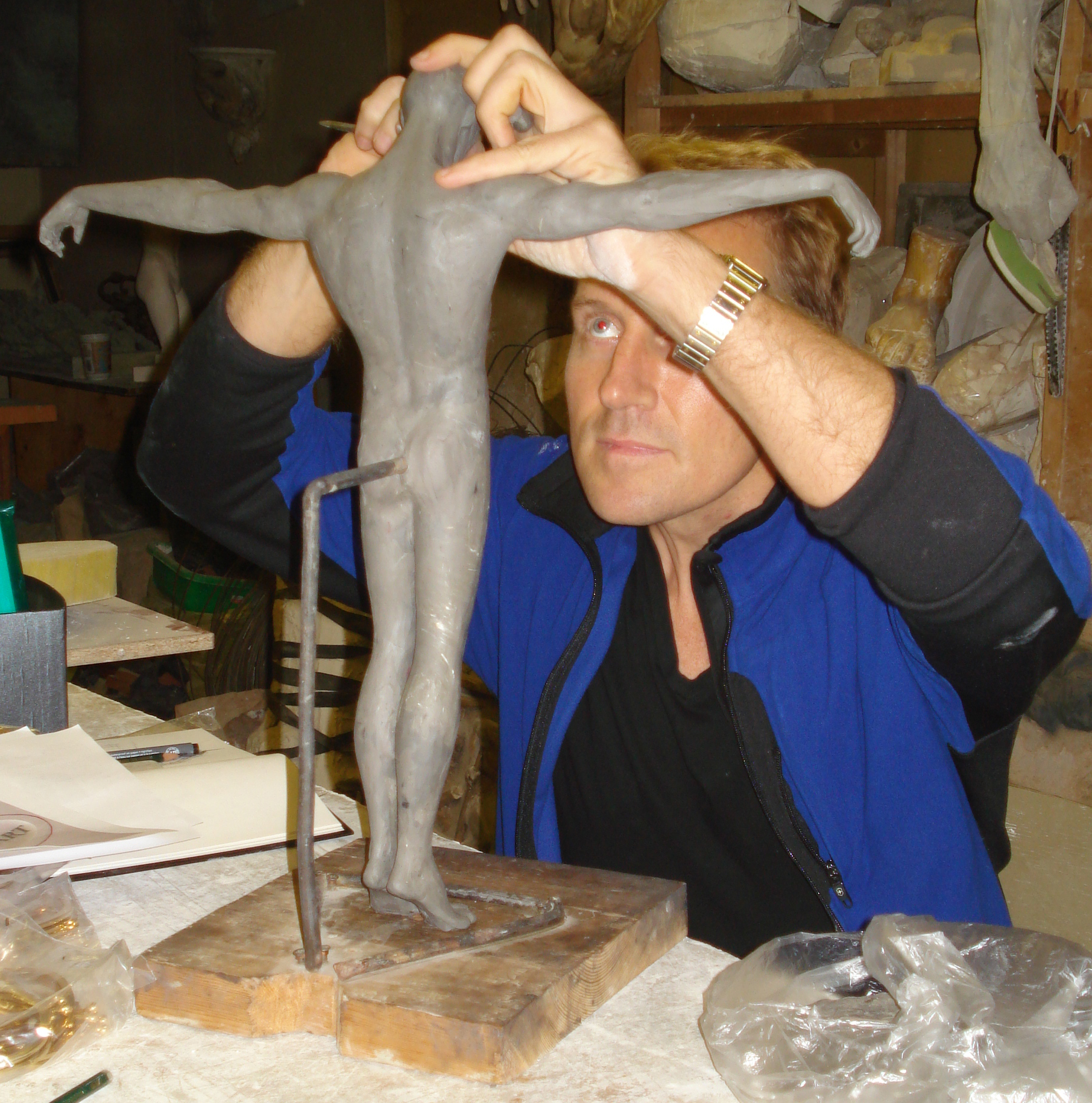
Vladimir Kush modelant une sculpture d'après sa peinture intitulée Pros and Cons.

Peintre et sculpteur surréaliste, une de ses œuvres est intitulée Celebration. Il définit son art comme « métaphorique », ses œuvres sont imprégnées d'imagination et de fantaisie.
Il travaille principalement comme medium la peinture à l'huile sur toile. Ses sculptures colorées en bronze sont de petite taille et sont généralement basées sur l'imagerie de ses peintures, telles que Walnut of Eden et Pros and Cons.

## Publications
- Kush, Vladimir (2002). Metaphorical Journey.  Kush Fine Art New York Inc.  (ISBN 0-9765298-0-7)
- Journey to the Edge of Time (illustrations de Vladimir Kush; texte de son père, Oleg Kush et de son oncle Mikhail Kush). Kush Fine Art.  (ISBN 0-9765298-1-5)
- Artist Proof (2015) Kush Fine Art New York Inc. (un magazine de 188 pages sur le travail de Kush).